# Humster
Humster (z ang. human - człowiek, hamster - chomik) – hybrydowe linie komórkowe wytwarzane z zapłodnionego ludzkim plemnikiem, pozbawionego zewnętrznej osłonki przejrzystej oocytu chomika. Składają się z pojedynczych komórek i są zwykle niszczone jeszcze zanim nastąpi dalsza mitoza. W przypadku braku labolatoryjnej terminacji, linia obumiera samoistnie. 
Humstery są tworzone głównie z dwóch powodów:
- aby uniknąć problemów prawnych związanych z pracą z liniami czystych ludzkich embrionalnych komórek macierzystych .
- w celu oceny żywotności plemników ludzkich do zapłodnienia in vitro

Hybrydy komórek somatycznych ludzi i chomików lub myszy są wykorzystywane do mapowania różnych cech co najmniej od lat 70. XX wieku.